# ルーベンスとイザベラ・ブラント
『ルーベンスとイザベラ・ブラント』（英: Honeysuckle Bower）は、フランドルの画家ピーテル・パウル・ルーベンスにより1609年頃に描かれた絵画である。
『スイカズラの木陰のルーベンスとイザベラ・ブラント』とも。ミュンヘンにあるアルテ・ピナコテークに収蔵されている。

## 作品
ルーベンスは1609年にイザベラ・ブラントと結婚した。このころのルーベンスはアントウェルペンのノートルダム寺院より『キリスト昇架』や『キリスト降架』の制作依頼を受け、すでにヨーロッパでの名声を獲得していた。イザベラはアントウェルペンの有力者の娘であった。
本作は、結婚を記念して結婚直後に描かれた、自分たち新婚夫婦の肖像画であり、ルーベンスが32歳、イザベラが18歳のときのものである。

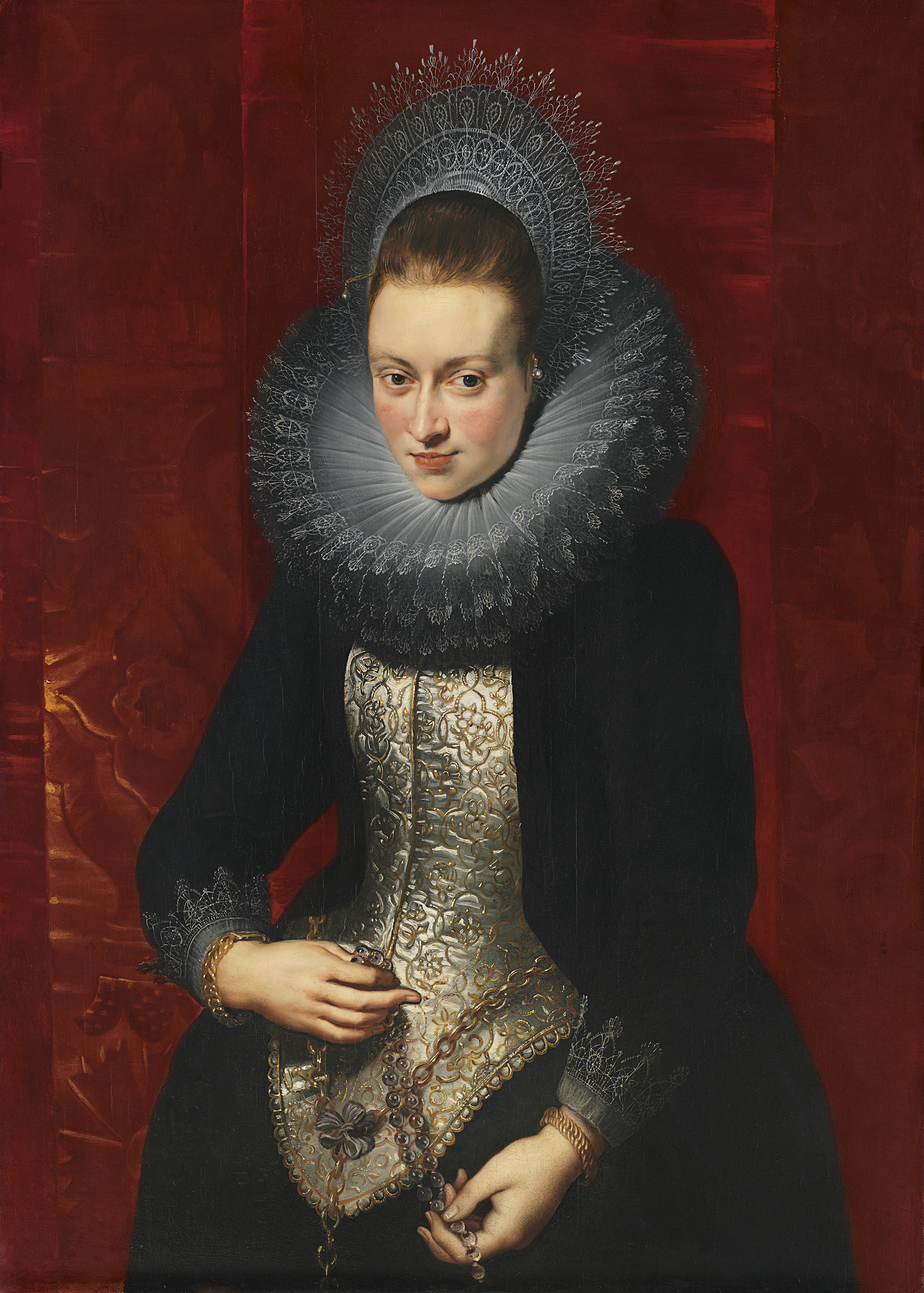
『ロザリオをもつ貴婦人の肖像』

2人の背景には、スイカズラというつる植物が描かれている。スイカズラは、甘い香りをもち、つるが絡み合うことから、恋人の象徴とされている。2人は寄り添っており、ルーベンスの右手にイザベラの右手が重ね合わされている。イザベラの右手人差し指には、指輪がはめられている。
2人は流行の衣装を身につけており、イザベラがつけている腕輪も高価なものと思われる。首に巻いている襞襟（フレーズ）については、イザベラは固く糊付けされた円盤状のもので、ルーベンスのほうは柔かいレースが用いられている。ルーベンスは、足を組んで座っている。彼は、剣を帯びることで、地位のある者であることを示している。
本作におけるイザベラの服装と極めてよく似た衣装を身につけた人物を描いた、ルーベンスによる作品『ロザリオをもつ貴婦人の肖像』が、ティッセン＝ボルネミッサ美術館に収蔵されている。

## 解釈
美術史家の小林頼子は、「スイカズラには、終わりなき歓び、変わらない心といった意味合いがあり、新婚の門出の喜びをスイカズラに託したり、愛がいつまでも変わらないことを誓ったりといったことが、ルーベンスがこの肖像画に込めた思いであったのだろう」との旨を述べている。